# Кирпили
Кирпили (на руски: Кирпили) е река в Краснодарски край на Русия, вливаща се в Азовско море. Дължина 202 km. Площ на водосборния басейн 2650 km².
Река Кирпили води началото си от село Южни (Уст Лабински район на Краснодарски край), на 65 m н.в. В горното си течение тече в западна посока, а в средното и долното – в северозападна през Кубано-Приазовската низина. Влива се в югоизточната част на блатото Кирпилски лиман, на 10 km западно от станица Степная. Реката няма ясно изразено устие. Тя се разтича в околни блата, мочурища и лимани, които чрез Ахтарския лиман се свързват с Азовско море. По цялото си протежение Кирпили силно меандрира и бреговете ѝ са обрасли с водолюбива растителност. В района на станица Новоджерелиевска реката се разлива нашироко, като образува верига от малки езера, блата и лимани. На запад се разлива още повече и цялата местност представлява обширно блато, съставено от отделни малки езера, преминаващи в близост до Азовско море в цяла система от лимани (Кирпилски, Замирайкин, Пригибски, Рясни, Бойкиевски и др.). Кирпилският лиман чрез лиманите Карлик и ахтарски се свързва с Азовско море. Основни притоци: Кочети (лав, 37 km); Кирпилци (десен). Подхранването на реката е предимно дъждовно и грунтово (подземно). В басейна на реката са изградени над 300 малки язовира, водите на които се използват за напояване и риболов. В средното ѝ течение е разположен град Тимашовск.